# Вешняки (Вологодская область)
Вешняки — деревня в Череповецком районе Вологодской области.
Входит в состав Николо-Раменского сельского поселения, с точки зрения административно-территориального деления — в Николо-Раменский сельсовет.
Расстояние по автодороге до районного центра Череповца — 112 км, до центра муниципального образования Николо-Раменья — 22 км. Ближайшие населённые пункты — Ручьи, Харламовская, Игнатьево.
По переписи 2002 года население — 98 человек (40 мужчин, 58 женщин). Преобладающая национальность — русские (98 %).